# McLaren Young Driver Programme
Il McLaren Young Driver Programme, in passato conosciuto come McLaren Driver Development Programme, McLaren Mercedes Young Driver Support Programme e McLaren Honda Young Driver Programme, è un programma di sviluppo di giovani piloti gestito da McLaren. È stato progettato per offrire lezioni di guida, assistenza e supporto per aiutare i giovani piloti promettenti ad entrare nel mondo del motorsport. Dal 2023 Emanuele Pirro è responsabile del programma.
Il pilota più celebre del programma è stato Lewis Hamilton, membro del programma sin dai suoi anni nei kart fino al passaggio al team McLaren in Formula 1, con cui ha vinto il mondiale piloti nel 2008. In seguito altri tre piloti del programma sono passati alla McLaren in Formula 1: Kevin Magnussen, Stoffel Vandoorne e Lando Norris.

## Piloti

### Attuali
| Pilota               | Anni  | Competizione corrente | Titoli                                |
| -------------------- | ----- | --------------------- | ------------------------------------- |
| Ugo Ugochukwu        | 2021- | Formula 3             | Nessuno da membro McLaren Junior Team |
| Pato O’Ward          | 2022- | IndyCar               | Nessuno da membro McLaren Junior Team |
| Ryō Hirakawa         | 2023- | WEC, Super Formula    | Nessuno da membro McLaren Junior Team |
| Gabriel Bortoleto    | 2024- | Formula 1             | Nessuno da membro McLaren Junior Team |
| Bianca Bustamante    | 2024- | F1 Academy            | Nessuno da membro McLaren Junior Team |
| Alex Dunne           | 2024- | Formula 2             | Nessuno da membro McLaren Junior Team |
| Martinius Stenshorne | 2024- | Formula 3             | Nessuno da membro McLaren Junior Team |
| Brando Badoer        | 2025- | Formula 3             | Nessuno da membro McLaren Junior Team |

### Promossi in McLaren F1
| Pilota            | Esperienza nello Junior Team | Esperienza nello Junior Team                                                                                        | Esperienza in F1    | Esperienza in F1                           |
| Pilota            | Anni                         | Campionati svolti in precedenza                                                                                     | McLaren             | Altre squadre                              |
| ----------------- | ---------------------------- | --- | ------------------- | ------------------------------------------ |
| Lewis Hamilton    | 1998–2006                    | Karting (1998–2001) Formula Renault 2.0 Regno Unito (2002–2003) Formula 3 Euro Series (2004–2005) GP2 Series (2006) | McLaren (2007–2012) | Mercedes (2013–2024) Ferrari (2025-)       |
| Kevin Magnussen   | 2010–2013                    | Formula 3 tedesca (2010) Formula 3 britannica (2011) Formula Renault 3.5 Series (2012–2013)                         | McLaren (2014–2015) | Renault (2016) Haas (2017–2020, 2022-2024) |
| Stoffel Vandoorne | 2013–2016                    | Formula Renault 3.5 Series (2013) GP2 Series (2014–2015)                                                            | McLaren (2017–2018) | n/a                                        |
| Lando Norris      | 2017–2018                    | Campionato Europeo FIA di Formula 3 (2017) Formula 2 (2018)                                                         | McLaren (2019–)     | n/a                                        |

- Vincitori del campionato in grassetto.

### Altri che ne hanno fatto parte
| Pilota              | Anni      | Serie completate | Scuderie di F1                                                        |
| ------------------- | --------- | --- | --------------------------------------------------------------------- |
| Wesley Graves       | 1998      | Karting (1998) | n/a                                                                   |
| Cheng Congfu        | 2003–2006 | Formula Renault 2.0 Regno Unito (2003–2006) | n/a                                                                   |
| Giedo van der Garde | 2006–2010 | Formula 3 Euro Series (2006) Formula Renault 3.5 Series (2007–2008) GP2 Series (2009–2010)                                                             | Caterham (2013)                                                       |
| Oliver Rowland      | 2007–2010 | Karting (2007–2010) | n/a                                                                   |
| Alexander Albon     | 2010      | Karting (2010) | Toro Rosso (2019) Red Bull Racing (2019–2020) Williams Racing (2022-) |
| Jack Harvey         | 2010      | Formula BMW Europe (2010) | n/a                                                                   |
| Petri Suvanto       | 2010      | Formula BMW Europe (2010) | n/a                                                                   |
| Oliver Turvey       | 2010–2011 | GP2 Series (2010–2011) | n/a                                                                   |
| Ben Barnicoat       | 2010–2015 | Karting (2010–2013) Formula Renault 2.0 NEC (2014) Eurocup Formula Renault 2.0 (2014–2015)                                                             | n/a                                                                   |
| Nyck de Vries       | 2010–2018 | Eurocup Formula Renault 2.0 (2012–2014) Formula Renault 2.0 Alps (2013–2014) Formula Renault 3.5 Series (2015) GP3 Series (2016) Formula 2 (2017-2018) | Williams (2022) Scuderia AlphaTauri (2023)                            |
| Tom Blomqvist       | 2012      | Formula 3 europea (2012) | n/a                                                                   |
| Nobuharu Matsushita | 2015–2017 | GP2 Series (2015–2016) Formula 2 (2017) | n/a                                                                   |
| Sérgio Sette Câmara | 2019      | Formula 2 (2019) | n/a                                                                   |

- Vincitori del campionato in grassetto.

## Programma Rookie di test della McLaren
Nel 2022, il CEO del team britannico, Zak Brown ha affermato di voler dare il via ad un programma di test per i rookie sfruttando la possibilità di utilizzare la monoposto del 2021, la McLaren MCL35M. Pato O’Ward è il primo pilota scelto, il messicano corre con il team Arrow McLaren SP nel IndyCar Series. Il 22 marzo un altro pilota del IndyCar entra nel programma, Colton Herta, il più giovane a vincere una gara nella serie americana. Oltre ai due piloti Indy partecipano a diversi test anche Will Stevens e Jehan Daruvala. Nel autunno prende parte ai test anche il campione 2021 del IndyCar, Álex Palou. 
| Pilota         | Anni    | Serie attuale            |
| -------------- | ------- | ------------------------ |
| Pato O’Ward    | 2022-   | IndyCar                  |
| Will Stevens   | 2022-   | Mondiale endurance       |
| Colton Herta   | 2022-23 | IndyCar, Campionato IMSA |
| Jehan Daruvala | 2022-23 | Formula 2                |
| Álex Palou     | 2022-23 | IndyCar                  |

Il team McLaren ha utilizzato Álex Palou e Pato O’Ward durante due prove libere ufficiali della Formula 1, lo spagnolo nel Gran Premio degli Stati Uniti d'America e il messicano nel Gran Premio di Abu Dhabi.